# Niuenatthäger
Niuenatthäger (Nycticorax kalavikai) är en förhistorisk utdöd fågel i familjen hägrar inom ordningen pelikanfåglar. Den förekom tidigare på den lilla Stillahavsön Niue, men tros ha utrotats genom jakt från människan och predation från införda djurarter.

## Upptäckt och beskrivning

Benlämningar efter niuenatthägern upptäcktes i byn Hakupu längst ner på ön.

Fågeln beskrevs 2000 utifrån subfossila lämningar funna på ön Niue i västra Polynesien, idag en autonom ö i fri association med Nya Zeeland. Benen hittades i januari 1995 av paleozoologen Trevor Worthy vid utgrävningsplatsen Anakuli i byn Hakupu. Benen bedöms vara mellan 5 300 och 3 600 år gamla, vilket är före människan kom till ön.

## Kännetecken
Nieunatthägern var en förhållandevis stor natthäger, nära släkt med rostnatthägern (Nycticorax caledonicus) som idag förekommer närmast på Nya Kaledonien. Den hade en lång och rak övre näbbhalva, relativt korta vingben och kraftigare ben. Inget är känt om dess levnadssätt, men Steadman et al 2000 föreslår att arten möjligen levde av de talrika landlevande krabbor som finns på ön, på samma sätt som man antar att den likaledes utdöda bermudanatthägern (Nyctanassa carcinocatactes) levde.

## Utdöende
Exakt när arten dog ut är okänt. Liksom de allra flesta fågelarter på Stillahavsöar tros den ha dött ut till följd av jakt och predation från invasiva däggdjur.

## Namn
Arten har fått sitt vetenskapliga namn efter det lokala språkets ord kalavi (landlevande krabba) och kai (föda), en hänvisning till dess förmodade diet.